# Orificiul pterigospinal
Orificiul pterigospinal (Civinini) (Foramen pterygospinale) este un orifiu inconstant delimitat de marginea superioară a ligamentul pterigospinos (Civinini) (Ligamentum pterygospinale),  procesul pterigospinos (Civinini)  și baza craniului; prin acest orificiu trec ramurile nervului mandibular spre mușcii temporal, maseter și pterigoid lateral. Orificiul pterigospinal se formează în cazul osificării ligamentului pterigospinos.